# Emma Eames

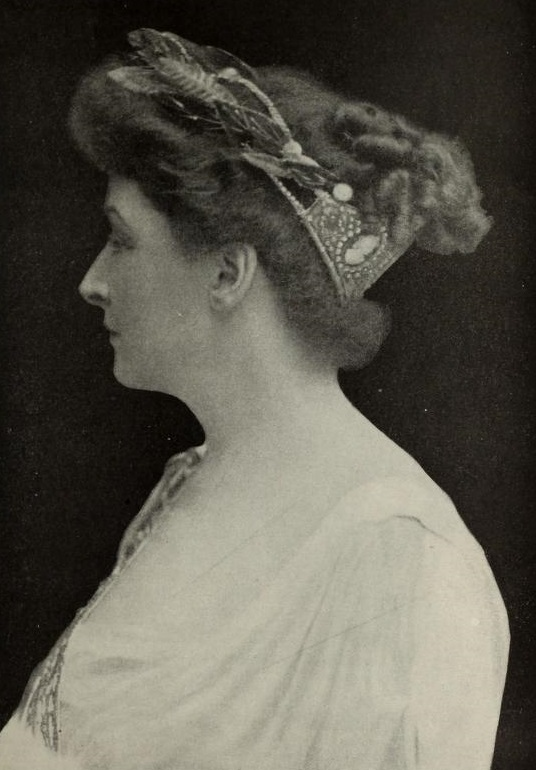
Emma Eames l'any 1892

Emma Eames (Xangai, 13 d'agost de 1865 - Nova York, 13 de juny de 1952) fou una soprano estatunidenca.
Després de cursar estudis a Boston i més endavant a París amb Mathilde Marchesi, va debutar al març de 1889 a la Gran Òpera de París, on substituí amb èxit Adelina Patti en el paper de Julieta a Romeu i Julieta, de Gounod. Cantà en els grans teatres del l'òpera, com el Covent Garden de Londres i el Metropolitan de Nova York, on representà òperes de Mozart, Gounod, Wagner i Verdi. A París també es distingí en els papers de Margarita, de l'òpera Faust, en el de Zaira, de l'òpera del mateix nom, així com en les òperes Ascanio i Lohengrin.
Acompanyava la seva bella veu un exquisit treball escènic, que foren la causa dels seus brillants èxits artístics.
Es va casar dues vegades, la primera amb el pintor Julian Russell Story, i després amb el famós baríton Emilio de Gogorza, amb qui va fer alguns discos de duets.